# Agent des terres
Un agent des terres est un fonctionnaire qui assure la gestion foncière des terres de la Couronne. Il est chargé de la vente et de la location du territoire publique, de l'octroi des différents permis et de l'inspection.

## Au Québec
Selon l'époque, l'agent des terres relève du Ministère de la Colonisation. Du XIXe siècle au XXe siècle, plusieurs régions inhabitées du Québec font l'objet d'une vague de colonisation (par exemple, les Cantons-de-l'Est, les Laurentides, le Saguenay-Lac-Saint-Jean et l'Abitibi). Pour que le développement du territoire par les colons ne se fasse pas de façon désordonnée, l'agent des terres agit en tant que représentant du gouvernement sur les lieux. 
« Les pouvoirs et les devoirs des agents préposés à la vente des terres se rapportent à la vente ou location des terres de colonisation offertes en vente, à la perception des créances, au règlement des difficultés provenant de réclamations opposées, à l’inspection des terres, à la protection du domaine public contre toutes transgressions et déprédations dans les limites de leur juridiction respective, et à toutes autres matières désignées par le ministre.
Ces pouvoirs sont exercés et ces devoirs sont remplis sous la direction du ministre. »
— Loi sur les terres de colonisation, section II, article 9.
Dans la culture populaire, l'agent des terres s'incarne entre autres dans le personnage de Séraphin Poudrier, dans l’œuvre de Claude-Henri Grignon.

## Territoires fédéraux canadiens
La Loi sur les terres territoriales, s'appliquant aux terres domaniales des Territoires du Nord-Ouest et du Nunavut, définit un agent des terres (land agent) comme une « personne à l’emploi du ministère des Affaires indiennes et du Nord canadien nommée, par le Ministre, agent des terres pour une région des Territoires du Nord-Ouest ».